# Biệt thự Hugo Hecht ở Bydgoszcz
Biệt thự Hugo Hecht là một ngôi nhà lịch sử ở trung tâm thành phố Bydgoszcz, được đăng ký trong Danh sách Di sản Kuyavian-Pomeranian Voivodeship.

## Vị trí
Ngôi nhà có hai tòa nhà (ở N° 88 và N° 90). Nó nằm ở phía đông của phố Gdańska, giữa phố Zamoyskiego và phố Jigkiewcza.
Nó nằm gần các khu nhà đáng chú ý trong cùng một đường phố:
- Biệt thự Carl Grosse ở N° 84;
- Chung cư Otto Riedl ở N° 85;
- Chung cư tại phố 91;
- Chung cư Hugo Hecht ở N° 92-94.

## Lịch sử
Cả hai ngôi nhà đã được xây dựng trong những năm 1888-1889. Chúng là một phần của dự án gồm sáu tòa nhà phong cách gần giống nhau được đặt hàng bởi thương gia và đại lý gỗ Hugo Felix Franz Hecht. Ông giao cho kiến trúc sư Bydgoszcz Józef Święcicki thực hiện kế hoạch của mình.
Chủ sở hữu các tòa nhà từ năm 1900 đến 1939 là một nhà hoạt động và nhân viên xã hội ở Bydgoszcz, bác sĩ Hermann Dietz. Ông đã xây dựng vào năm 1900 một cánh khu dân cư được thêm vào tòa nhà, theo thiết kế của người quản lý dự án ban đầu, Joseph Święcicki. Vào thời điểm này, địa chỉ của biệt thự là Danziger Straße 123-124.

## Kiến trúc
Hai tòa nhà liền kề nhau, được lợp bằng mái nhà mansard, dường như tạo ra một hình dạng thống nhất. Tuy nhiên, kiến trúc sư, thông qua việc sử dụng các họa tiết trang trí khác nhau trên mỗi tòa nhà, đã tinh tế tương phản chúng. Cả hai biệt thự đại diện cho một phong cách theo mô hình Tân Phục hưng của Pháp.
Tòa nhà này được phản ánh trong việc lựa chọn chi tiết và trong cơ cấu nhà đồ sộ với một đặc tính phần nhô, trên đỉnh đầu với một trang trí đầu hồi, phá vỡ sự đối xứng mặt tiền. Mặt tiền được trang trí với các chi tiết kiến trúc đa dạng. Các yếu tố trang trí bằng gang vẫn còn tồn tại cho đến ngày nay, chẳng hạn như lan can rào chắn chạy dọc theo mái của cả hai tòa nhà, đẩy xa hơn sự thống nhất về kiến trúc của tòa nhà.
Tòa nhà đã được đưa vào Danh sách Di sản Voivodeship của Kuyavian-Pomeranian N ° 601315 Reg. A / 137, vào ngày 19 tháng 3 năm 2004.

## Hình ảnh

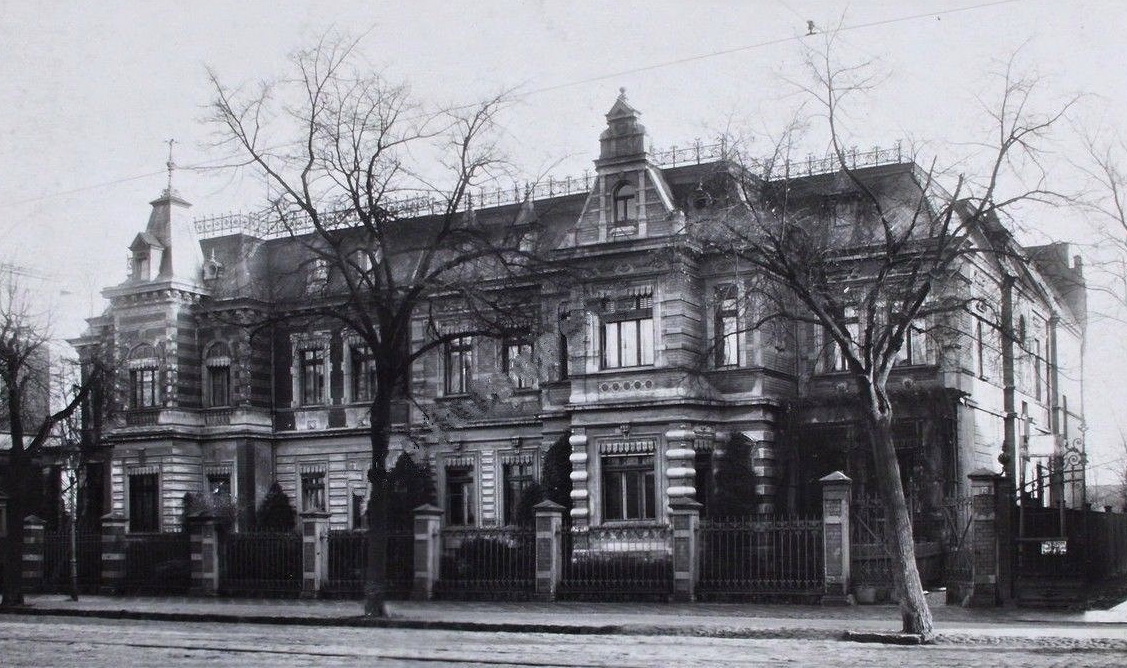
Biệt thự Hugo Hecht ca 1900
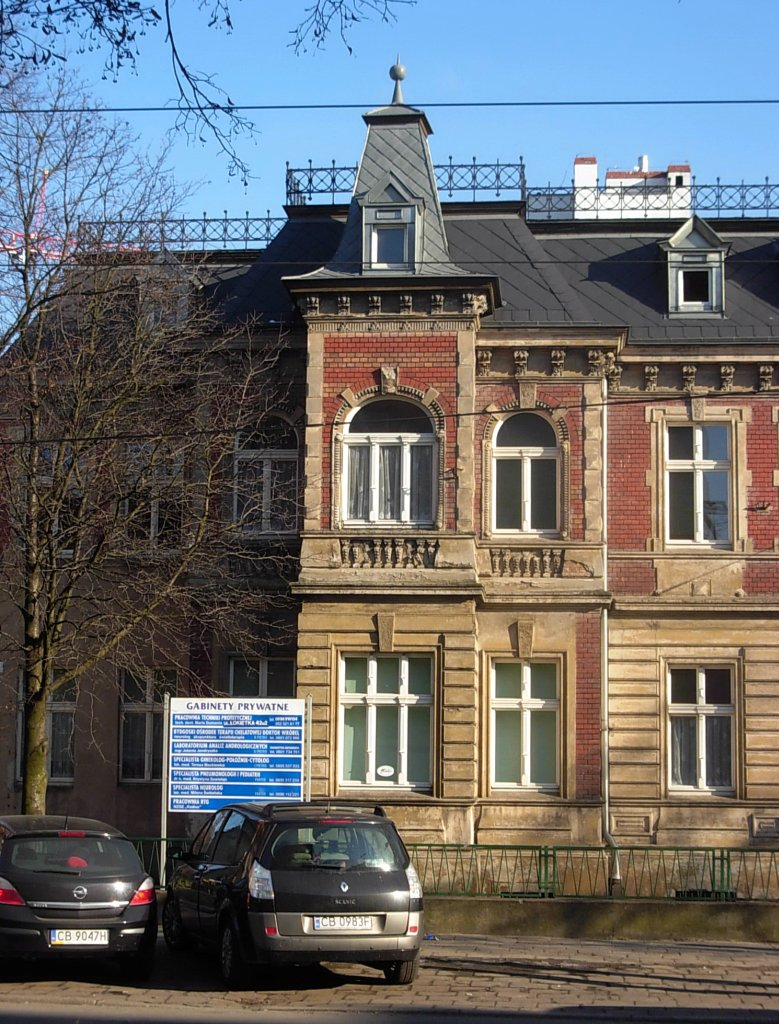
Mặt tiền của N ° 90
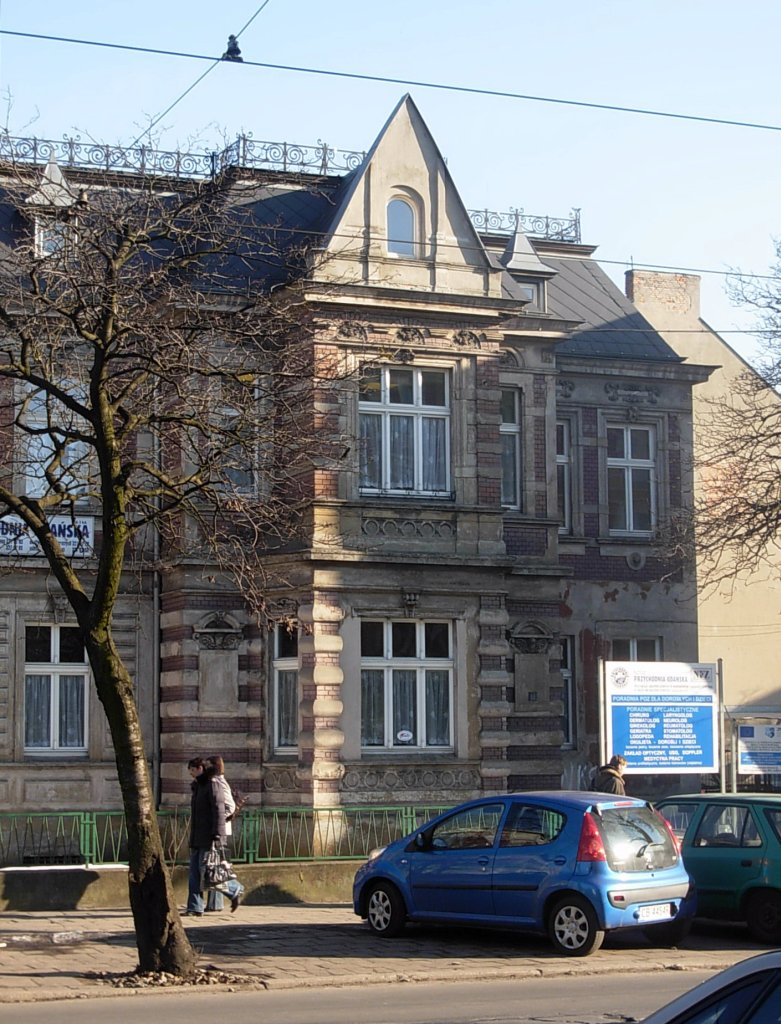
Mặt tiền của N ° 88
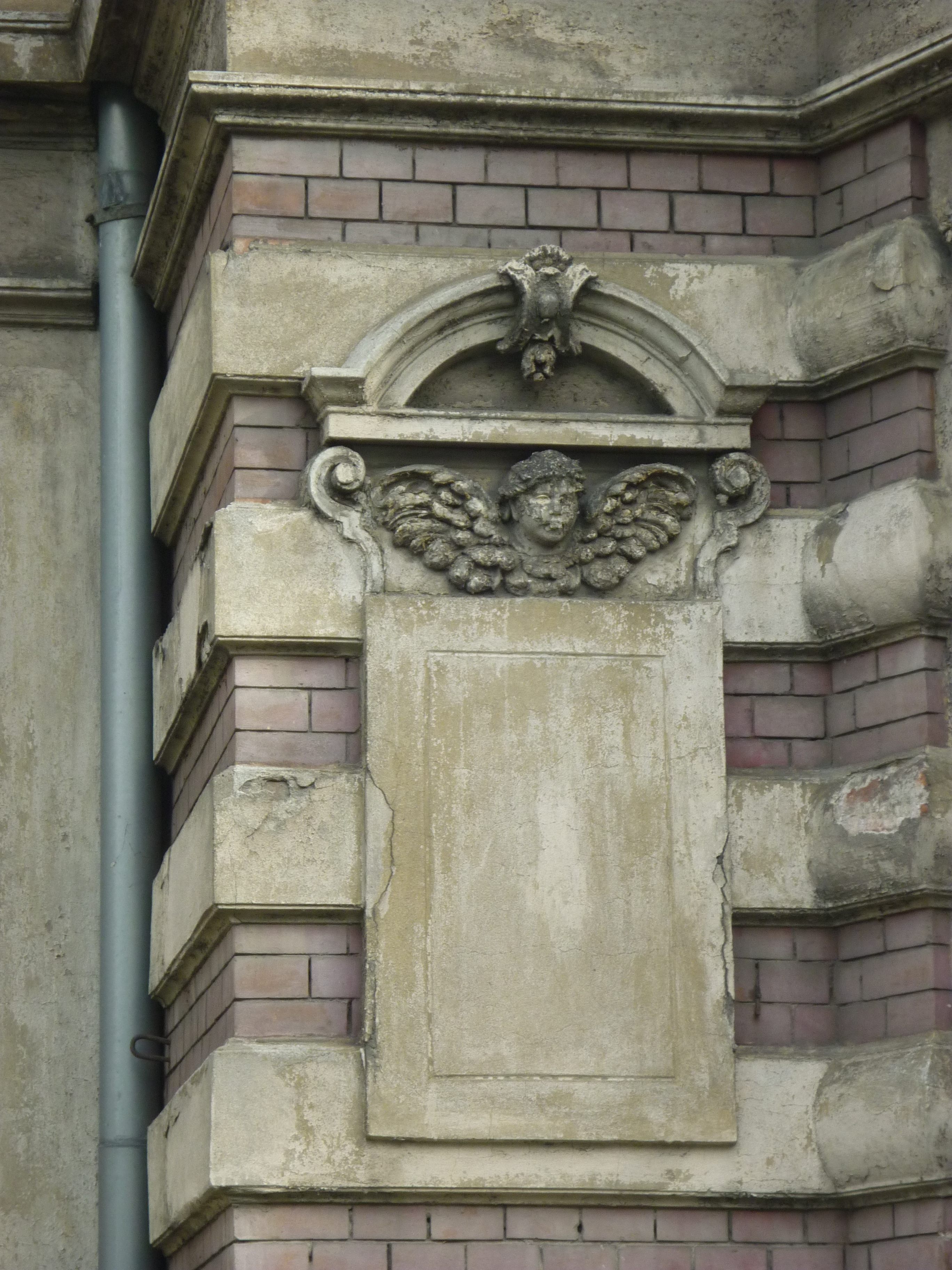
Chi tiết của một cứu trợ
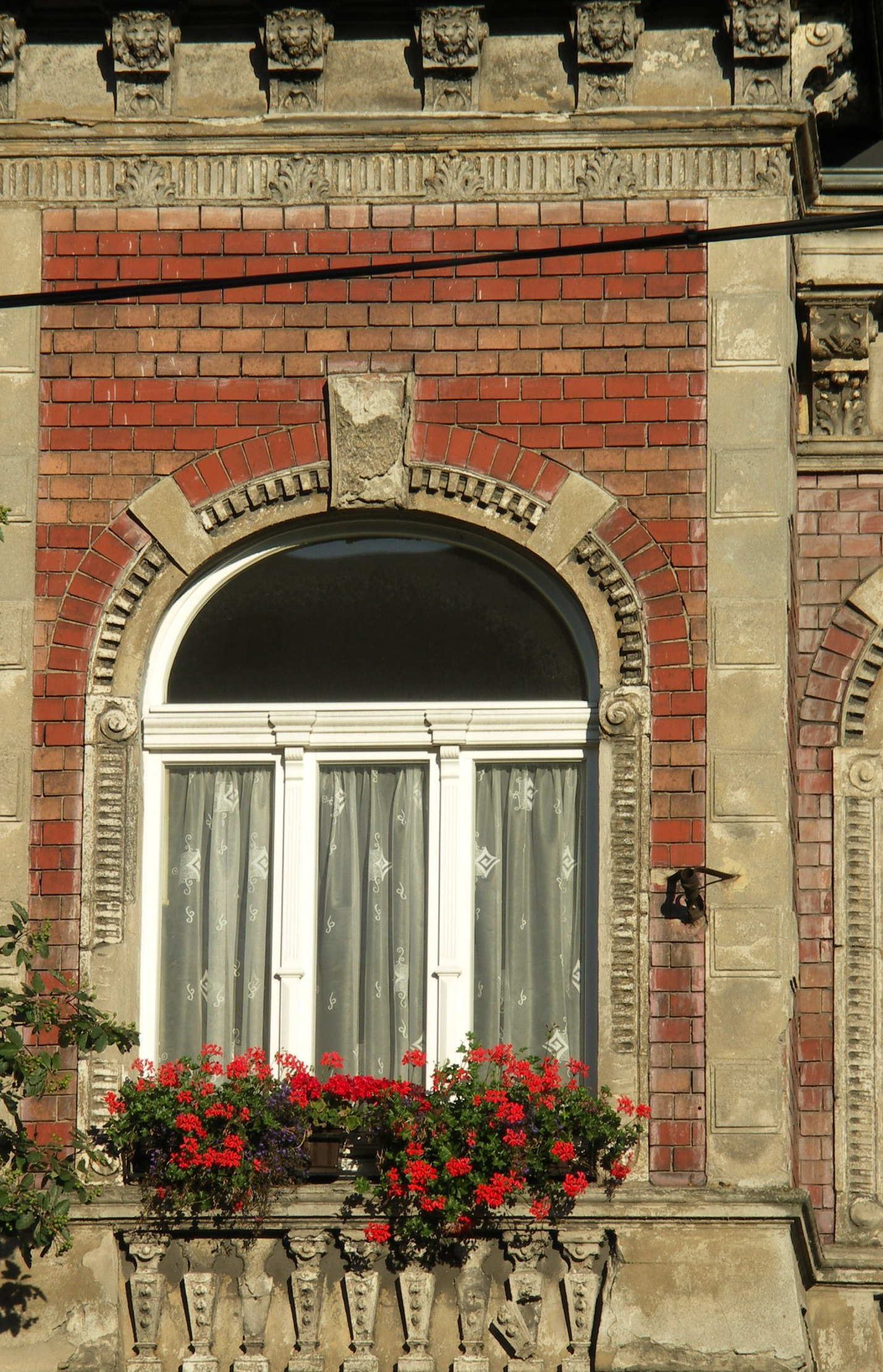
Chi tiết cửa sổ